# 뇌이식

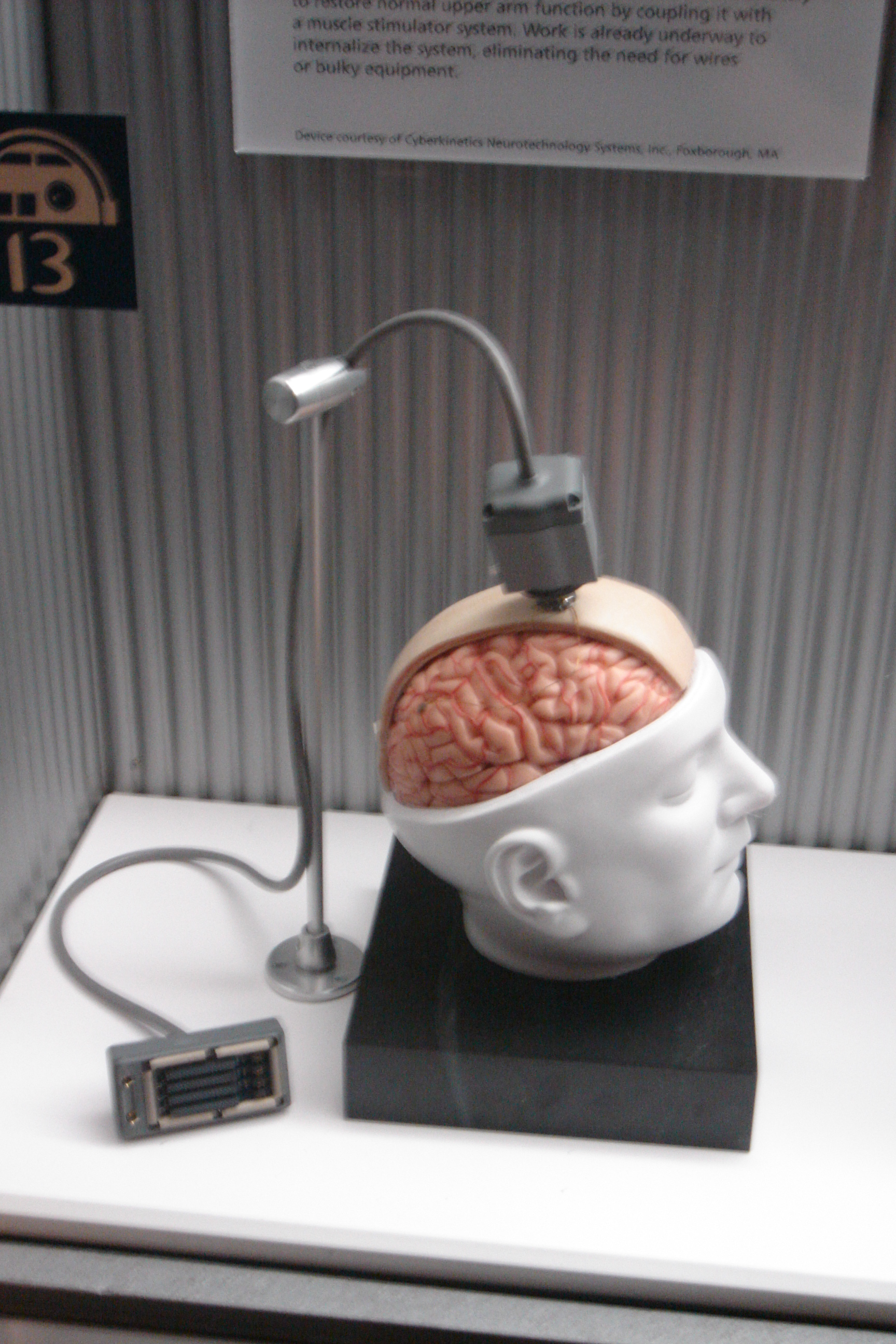

뇌이식(腦移植, brain transplant) 또는 전신이식(全身移植, whole-body transplant)은 한 생명체의 뇌를 다른 생명체의 몸으로 이식하는 절차를 말한다. 뇌만이 아닌, 머리 전체를 새로운 몸으로 이식하는 것을 가리키는 두부이식(頭部移植, head transplant)과는 구별된다.
사람에 대한 뇌이식은 수행된 적이 없다. 현재 알려진 유일한 두부이식은 신경 외과 의사 로버트 J. 화이트에 의해 수행되었는데 화이트 박사는 원숭이의 머리를 다른 원숭이의 머리 없는 몸으로 접목시켰다. 뇌전도 자료에 따르면 두뇌는 나중에 정상 기능함을 입증하였다. 상대방 생물체의 면역 체계가 처음에 공격하지 않았기 때문에 뇌는 면역 격리된 기관으로 입증된 것으로 간주되었으나 면역거부반응으로 인해 원숭이가 9일 뒤 죽어버리고 말았다. 뇌이식 및 그와 비슷한 개념들은 여러 형태의 SF에서 탐구되고 있다.

## 부분 뇌이식
1982년 뉴욕 마운트 시나이 병원의 Dorothy T. Krieger 내분비학 박사는 쥐를 대상으로 한 부분적인 뇌이식에 성공하였다.

## 같이 보기
- 뇌-컴퓨터 인터페이스
- 라엘리안 무브먼트
- 정신 전송